# 斯科特鎮區 (堪薩斯州波旁縣)
斯科特鎮區（英語：Scott Township）為位在美國堪薩斯州波旁縣的鎮區。2010年美国人口普查中該鎮區人口有2,327人。

## 地理
斯科特鎮區涵蓋面積181.18平方（69.95平方英里），境內設有一座城市：斯科特堡（縣治）。

### 墓園
根據美國地質調查局的資料，此鎮區擁有7座墓園：
- 克拉克斯堡墓園（Clarksburg Cemetery）
- 埃弗格林墓園（Evergreen Cemetery）
- 拉特布蘭奇墓園（Lath Branch Cemetery）
- 梅伯里墓園（Mayberry Cemetery）
- 奧克格羅夫墓園（Oak Grove Cemetery）
- 聖瑪麗斯墓園（Saint Marys Cemetery）
- 尤寧森特墓園（Union Center Cemetery）

### 溪流
通過此鎮區的溪流有：
- 希科里溪（Hickory Creek）
- 拉特支流（Lath Branch）
- 羅克溪（Rock Creek）
- 沃爾弗林溪（Wolverine Creek）

## 人口統計
根據2010年美國人口普查，斯科特鎮區人口有2,327人，人口密度為12.88人/平方公里。此鎮區居民之種族有95.83%為白人；0.77%為非裔美洲人；0.86%為美洲原住民；0.34%為亞洲人；0%為太平洋島民；0.43%為其他種族；另外有1.76%為混血種族。而西班牙裔或拉丁裔美洲人佔此鎮區人口的1.46%。

## 外部連結
- City-Data.com （页面存档备份，存于）
- Bourbon County Maps: Current （页面存档备份，存于）, Historic Collection （页面存档备份，存于）